# Triệu Quang (nhà Thanh)
Triệu Quang (chữ Hán: 赵光, ? – 1865), tự Dung Phảng, người Côn Minh, Vân Nam, quan viên nhà Thanh.

## Sự nghiệp
Quang đỗ tiến sĩ năm Gia Khánh thứ 25 (1820), được tuyển làm Thứ cát sĩ. Thời Đạo Quang, Quang vượt qua kỳ sát hạch của Thứ cát sĩ, được thụ chức Biên tu , rồi được thăng làm Ngự sử, Cấp sự trung, chuyển làm Quang Lộc tự Thiếu khanh; trải qua 5 lần thăng chức thì trở thành Nội các học sĩ. Sau đó Quang được cất nhắc làm Binh bộ thị lang, rồi được điều sang bộ Hộ.
Năm Hàm Phong thứ 3 (1853), Quang được cất nhắc làm Công bộ thượng thư, rồi điều sang Hình bộ. Năm thứ 8 (1858), Quang nhận mệnh cùng bọn thượng thư Chu Tổ Bồi đôn đốc công việc của Ngũ thành đoàn phòng; trong thời gian này ông lần lượt kiêm thự chức Thượng thư của các bộ Công, Binh, Hộ, Lại.
Năm Đồng Trị thứ 4 (1865), Quang mất, được tặng thụy là Văn Khác.